# Ксьонже-Скронюв
Ксьонже-Скронюв (пол. Książe-Skroniów) — село в Польщі, у гміні Єнджеюв Єнджейовського повіту Свентокшиського воєводства.
Населення — 341 особа (2011).
У 1975-1998 роках село належало до Келецького воєводства.

## Демографія
Демографічна структура на день 31 березня 2011 року:
|          | Загалом | Допрацездатний вік | Працездатний вік | Постпрацездатний вік |
| -------- | ------- | ------------------ | ---------------- | -------------------- |
| Чоловіки | 176     | 40                 | 113              | 23                   |
| Жінки    | 165     | 30                 | 96               | 39                   |
| Разом    | 341     | 70                 | 209              | 62                   |